# ممکه
ممکه (به آلمانی: Mehmke) یک منطقهٔ مسکونی در آلمان است که در دیسدورف واقع شده‌است. ممکه ۲۸۴ نفر جمعیت دارد.